# پارک طبیعی سرا د کویسرولا
پارک طبیعی سرا د کویسرولا 

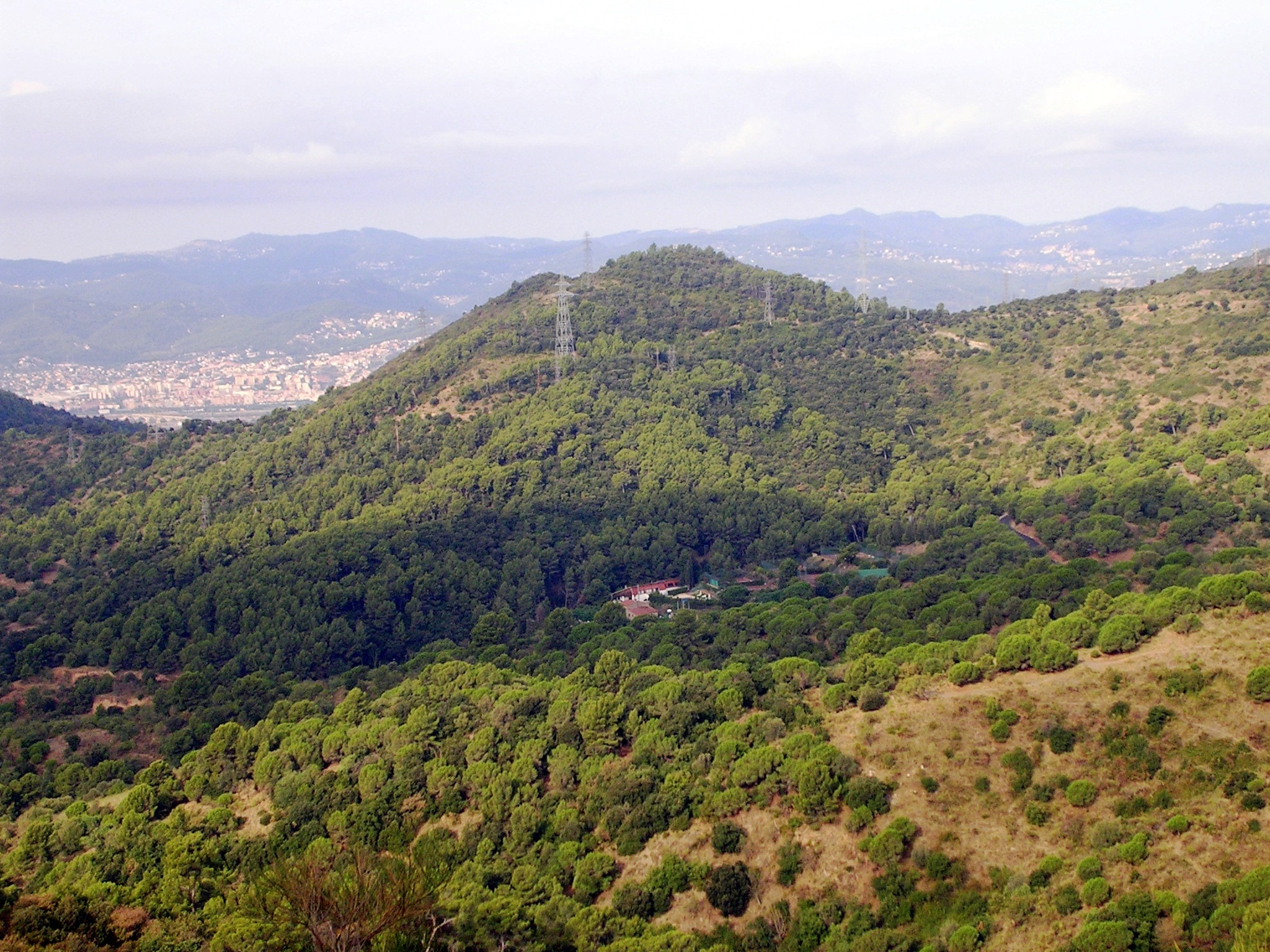
نمایی از پارک کویسرولا

(کاتالان: Parc Natural de la Serra de Collserola)
(اسپانیایی: Parque Natural de la Serra de Collserola) یک بوستان در شمال شهر بارسلون، مرکز بخش خودگردان کاتالونیا در پادشاهی اسپانیا است. پارک کویسرولا که بر روی رشته‌کوهی به همین نام واقع شده‌است، یکی از بزرگترین پارکهای شهری جهان است. این پارک به‌وسعت ۸،۲۹۵ هکتار، ۳۲ برابر سنترال پارک منهتن و ۸ برابر پارک بولونی پاریس بزرگی دارد.